# Кальянов, Александр Иванович
Алекса́ндр Ива́нович Калья́нов (26 августа 1947, Унеча, Брянская область — 2 октября 2020, Асукека-де-Энарес, Кастилия-Ла-Манча) — советский и российский звукорежиссёр, певец, киноактёр, композитор, аранжировщик, продюсер. Пять раз был лауреатом премии «Шансон года». Последнюю премию «Шансон года» получил в 2019 году за песню «Позывные друзей».

## Биография
Родился 26 августа 1947 года в городе Унеча Брянской области в учительской семье. Его родители долгие годы преподавали в городской средней школе № 2, а отец — Иван Ефимович Кальянов — Заслуженный учитель Российской Федерации — в последние годы своей педагогической деятельности был директором этой школы. Александр Иванович тоже учился в школе № 2. Окончил школу он с серебряной медалью. С детства любил музыку и технику, мечтая в своей взрослой жизни как-то связать эти увлечения. После школы поступил в Таганрогский радиотехнический институт.
По окончании института Александр Иванович работал на Брянском заводе полупроводниковых приборов инженером, затем радиоинженером по музыкальным инструментам. На его счету — несколько изобретений в этой области.
С 1978 года работал звукорежиссёром во Дворце спорта в Казани (в группе «Шестеро молодых»). Большое влияние на будущего певца оказало личное знакомство с Владимиром Высоцким, приехавшим в Казань с концертами.
Кальянов работал звукорежиссёром и в других коллективах — в «Красных маках», «Фениксе», а также у А. Барыкина и А. Пугачёвой.
В 1984 году на репетиционной базе А. Пугачёвой в СКК «Олимпийский» Кальянов организовал одну из первых частных студий звукозаписи в Москве «Тон-сервис» (считается, что самую первую частную студию в СССР создал А. Зацепин в начале 1970-х). С этого времени Кальянов работал также и как саунд-продюсер: множество российских эстрадных и зарубежных артистов записывали свои песни на его студии.
О начале своей карьеры в качестве певца Кальянов сказал:
Мой первый альбом был написан Игорем Николаевым. Игорь Николаев и Алла Пугачёва — это мои творческие «папа» и «мама». Алла убедила меня в том, что я должен выйти на сцену и петь, чему я очень противился, если бы не она, я бы никогда не стал артистом. Я не собирался им быть. Если я и пел, то по просьбе Игоря Николаева. Он сказал: «У тебя интересный тембр, давай попробуем тебя записать». И когда мы записали альбом, этот альбом разошёлся на кассетах пиратским путём, ещё при советской власти. Но вывести меня на сцену… Может, комплексы мешали. Да и желания особенного не было, честно говоря. Но мне нравилось, что эти песни нравятся людям.
В 1988 году А. Кальянов дебютировал как певец с песней «Старое кафе» на «Рождественских встречах» Аллы Пугачёвой, после чего начались его выступления на эстраде.
В 1989 году первым записал в своей студии Вику Цыганову.
В 1991 году стал лауреатом Песни-91 («За кордон», Игорь Крутой—С.Романов).
А. Кальянов гастролировал по России, странам СНГ и за рубежом, выступая перед русскоязычной публикой (шесть раз был в Америке, давал концерты в Израиле, Германии).
С 1986 по 2005 год вышло десять альбомов А. Кальянова (нередко «пиратскими» изданиями).
Утверждал, что изобрёл устройство для пения под «фанеру», которое автоматически включало фонограмму только на тех нотах, в которые артист не попадал.
Александр Иванович Кальянов скончался в Ла-Манче на 74-м году жизни 2 октября 2020 года после продолжительной болезни.
4 октября 2020 года состоялась церемония прощания в храме Иоанна Предтечи на Хованском кладбище в Москве.
Урна с прахом захоронена в колумбарии на Востряковском кладбище.

## Звукорежиссёрская студийная деятельность
На студии у Александра Кальянова записывали свои музыкальные произведения следующие исполнители:
- Александр Барыкин
- Алла Пугачёва
- Алсу
- Анастасия
- Андрей Макаревич
- Анжелика Агурбаш
- Борис Драгилев
- Борис Моисеев
- Валерий Леонтьев
- Валерий Сюткин
- Вика Цыганова
- Владимир Винокур
- Владимир Кузьмин
- Владимир Пресняков-мл.
- Владимир Пресняков-ст.
- Гоша Куценко
- Григорий Лепс
- Демис Руссос
- Диана Гурцкая
- Евгений Кемеровский
- Евгений Осин
- Евгений Сбитнев
- Евгений Шифрин
- Елена Воробей
- Жанна Агузарова
- Игорь Николаев
- Ирина Аллегрова
- Катя Лель
- Кристина Орбакайте
- Лайма Вайкуле
- Лариса Долина
- Лев Лещенко
- Людмила Зыкина
- Майкл Болтон
- Маша Распутина
- Михаил Круг
- Надежда Бабкина
- Наташа Королёва
- Николай Басков
- Нина Шацкая
- Олег Газманов
- Родион Газманов
- Сергей Зверев
- Сергей Челобанов
- Татьяна Овсиенко
- Филипп Киркоров

Как профессиональный звукорежиссёр работал с группами:
- «А Студио»
- «Белый орёл»
- «Божья коровка»
- «Браво»
- «Вирус»
- «Дети»
- «Красные маки»
- «Лицей»
- «Моральный кодекс»
- «На-на»
- «Наутилус Помпилиус»
- «Непара»
- «Русские»
- «Стрелки»
- «Шестеро молодых»
- «Штар»
- «Феникс»

- «Мистер Твистер»

## Дискография
1. 1984 — «Свежий запах лип»
2. 1985 — «Золотая аллея»
3. 1986 — «Старое кафе»
4. 1987 — «Таганка»
5. 1989 — «Музей любви»
6. 1991 — «За кордон»
7. 1993 — «Плохая примета»
8. 1995 — «Ночной патруль»
9. 1998 — «Не поговорили»
10. 2001 — «Избранное»
11. 2002 — «Два по двести»
12. 2004 — «Любка-однолюбка»
13. 2008 — «Улыбайтесь»

## Клипы
- 1986 — «Карабас Барабас»
- 1988 — «Старое кафе»
- 1988 — «Ты танцуешь»
- 1988 — «Живём мы недолго»
- 1989 — «Таганка»
- 1989 — «Музей любви»
- 1991 — «Гуляй, гуляй» («Нечёсанная Русь»)
- 1991 — «Жена, жена»
- 1991 — «За кордон»
- 1991 — «Всё, что было»
- 1991 — «Блудный сын»
- 1993 — «У опера с Петровки»
- 1993 — «Плохая примета»
- 1993 — «Эмигранты»
- 1993 — «Звякнула монета»
- 1993 — «Вышей мне рубаху»
- 1993 — «Возвращался домой»
- 1993 — «Вас не нужно жалеть»
- 1995 — «Ночной патруль»
- 1995 — «Золотая осень»
- 1995 — «Здравствуйте»
- 1998 — «В бокале с вином»
- 1998 — «Хрустнули огурчиком»
- 1998 — «Юнкера»
- 1998 — «На нейтральной полосе»
- 1998 — «Кукушечка»
- 1999 — «Здорово, старина»

## Фильмография
| Год  |   | Название                        | Роль       |
| ---- | - | ------------------------------- | ---------- |
| 1997 | ф | «Новейшие приключения Буратино» | папа Карло |
| 2010 | с | «Братаны 2» (6-я серия)         | камео      |

## Телевидение
- «Кальян-шоу» (Дарьял-ТВ).

## Награды
- Премия «Шансон года» в 2002[7], 2010[8] и 2019[9] годах.После 2010 года получил премию Шансон года в 2011году за песню Красивая женщина, потом в 2015 году за Верность жанру. Последняя премия в 2019 году